# Soap&Skin

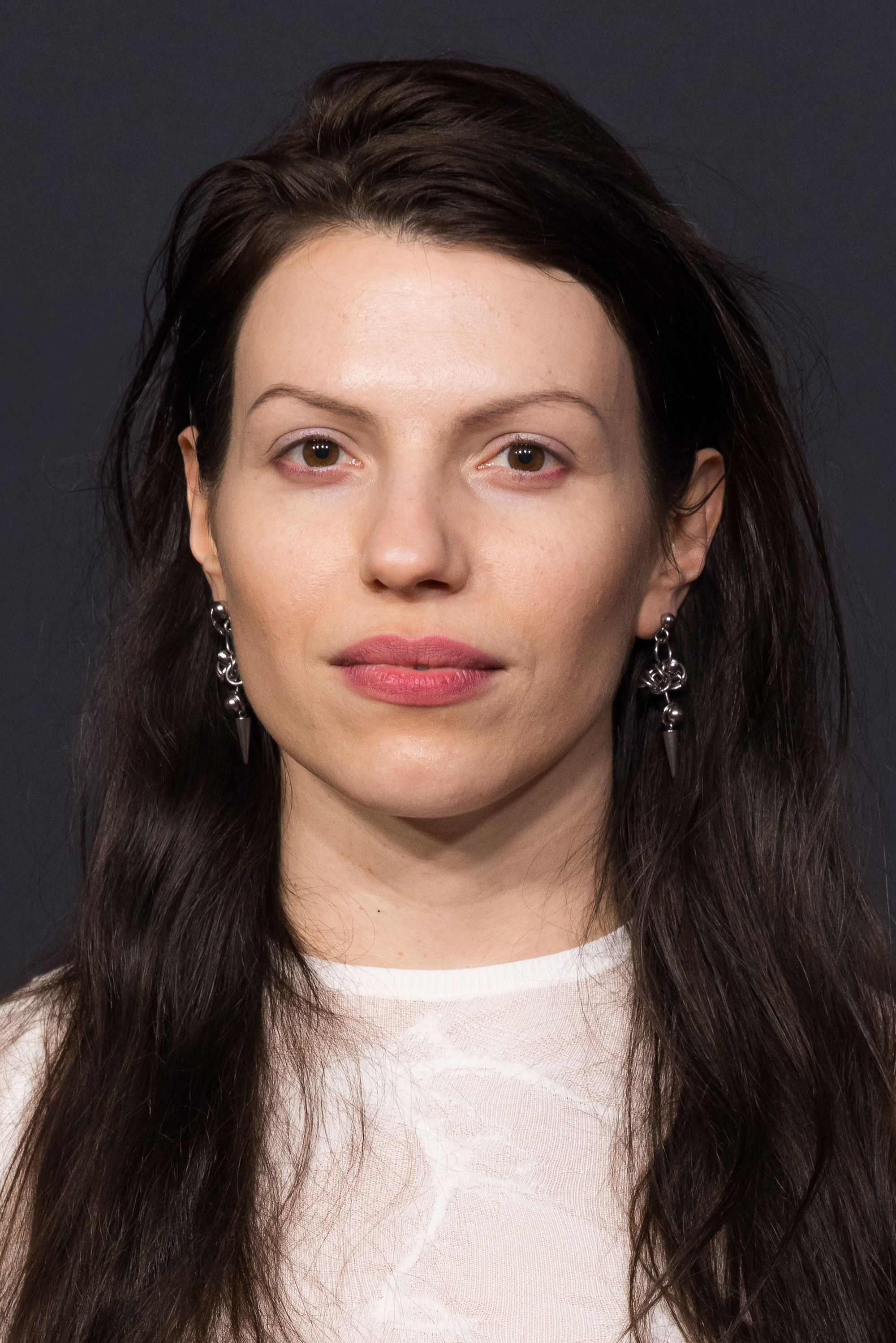
Anja Plaschg alias Soap&Skin (2024)

Soap&Skin (Künstlername, eigentlich Anja Franziska Plaschg, Anja Plaschg, * 5. April 1990 in Gnas) ist eine österreichische Musikerin, Sängerin, Komponistin, Produzentin und Schauspielerin.

## Leben
Anja Plaschg wuchs im südoststeirischen Ort Katzendorf auf, wo ihre Eltern eine Schweinemast betrieben. Sie spielt seit ihrem sechsten Lebensjahr Klavier. Mit vierzehn Jahren lernte sie Geige und wandte sich parallel der elektronischen Musik zu. In Graz besuchte sie die HTBLVA Ortweinschule für Grafik und brach diese im Alter von sechzehn Jahren ab, um nach Wien zu ziehen. Dort begann sie ein Kunststudium an der Akademie der bildenden Künste Wien in der Meisterklasse von Daniel Richter und brach dieses mit achtzehn Jahren wieder ab.
2013 kam ihre Tochter zur Welt.

### Musikalische Laufbahn

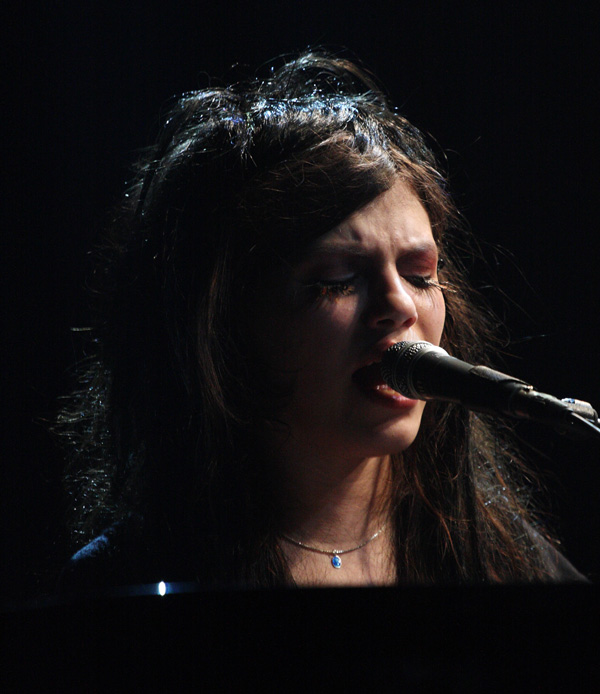
Live im Fri-Son (Mai 2009)

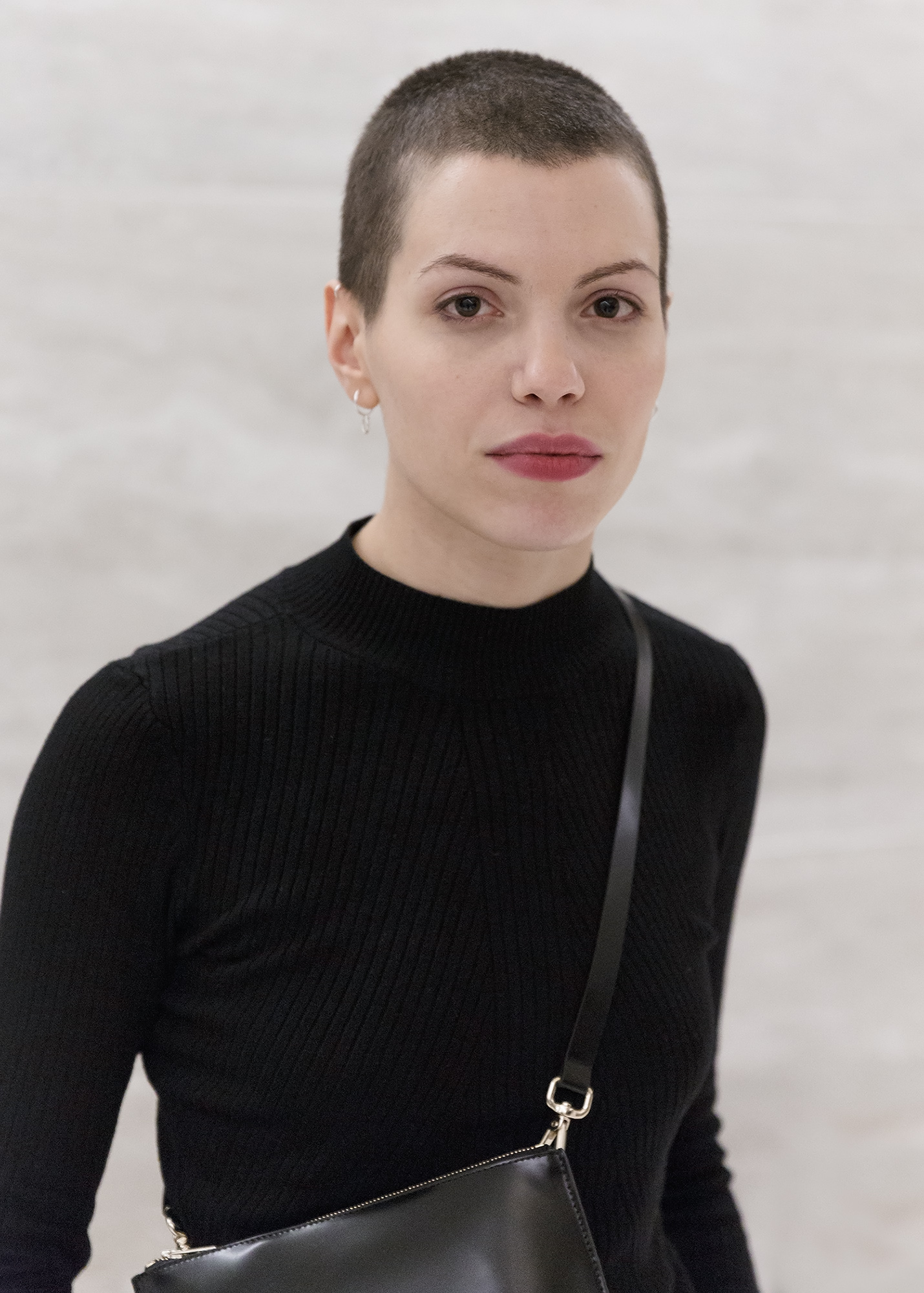
Anja Plaschg zu Gast bei der Verleihung des Nestroy-Theaterpreises 2016

Bereits nach einigen Konzertauftritten galt Plaschg als „Wunderkind“. Maßgebliche Einflüsse auf ihre Musik hatten Xiu Xiu, Cat Power, Björk, Nico, Aphex Twin, aber auch Komponisten wie Sergej Rachmaninow oder Arvo Pärt.
Im Jahr 2008 veröffentlichte sie ihre erste EP inklusive eines Remix von Fennesz. Das erste vollständige Album von Soap&Skin erschien unter dem Titel Lovetune for Vacuum im März 2009. Musikkritiker und Medien sahen in ihr frühzeitig die „größte Hoffnungsträgerin der österreichischen Popmusik“. Das Album platzierte sich in Österreich, Deutschland, Belgien und Frankreich in den Charts. Für Lovetune for Vacuum wurde sie mit dem European Border Breakers Award 2010 der Europäischen Kommission ausgezeichnet. Bei den Amadeus Austrian Music Awards 2009 gewann sie in der Kategorie „Alternative/Rock“. Es folgten Auftritte mit John Cale und Patti Smith.
Der Tod ihres Vaters 2009 war ein bestimmendes Element ihres Albums Narrow, das am 10. Februar 2012 veröffentlicht wurde. Mit dieser Veröffentlichung erreichte sie erstmals Platz 1 der österreichischen Albumcharts und wie beim Vorgänger internationale Verkaufserfolge.
2011 kreierte sie den Sound für die Ausstellung Massanfertigung des Modedesigners Petar Petrov in der Kunsthalle Wien. Am 3. Oktober 2015 war sie eine der Interpreten beim Solidaritätskonzert für Asylsuchende Voices for Refugees vor über 150.000 Menschen am Wiener Heldenplatz.
Unter der Leitung von André de Ridder interpretierte Plaschg zusammen mit Anna Calvi und Laeticia Sadier das Album Blackstar von David Bowie in der Elbphilharmonie in Hamburg, am Holland Festival in Amsterdam sowie in der Kathedrale von Saint-Denis in Paris. Am 26. Oktober 2018 erschien ihr drittes in Eigenregie produziertes Studioalbum From Gas to Solid / you are my friend. An dem darauf erschienenen Stück Surrounded hat sie laut eigenen Aussagen zwölf Jahre gearbeitet. Es gilt als ihr hellstes und wärmstes Album.
Im Februar 2019 zog Plaschg ihre Teilnahme am Amadeus Austrian Music Award zurück, da sie in der ersten Kategorie Album des Jahres gemeinsam mit dem österreichischen Sänger und Musiker Andreas Gabalier nominiert worden war. Sie begründete ihre Absage mit ihrer Kritik an Gabalier, „der sein reaktionäres, nationalistisches, chauvinistisches und sexistisches Lebenskonzept zu kommerzialisieren weiß und hier Anklang findet“.
Auf dem Album Nie wieder Krieg aus dem Jahr 2022 der deutschen Band Tocotronic ist die Musikerin unterstützend im Song Ich tauche auf vertreten.

### Film (Mitwirkende)
2011 spielte Plaschg in Stillleben, dem Debütfilm des Regisseurs Sebastian Meise, erstmals in einem Kinofilm. Im Oktober 2016 erschien der Film Die Geträumten von Ruth Beckermann, in dem sie neben Laurence Rupp eine der beiden Hauptrollen spielt.  Im Folgejahr trat sie mit einem Cover von Gil Scott-Herons Me And The Devil in Axolotl Overkill von Helene Hegemann auf. 2024 spielte sie die Hauptrolle im historischen Drama Des Teufels Bad.

### Film (Musik)
Mr. Gaunt PT 1000 wurde 2008 für den Abspann des Kinofilms In 3 Tagen bist du tot 2 verwendet. Der Song wurde überdies im Jahr 2020 vom Popkulturmagazin The Gap im Rahmen des AustroTOP-Rankings auf Platz 4 der „100 wichtigsten österreichischen Popsongs“ gewählt.
Zu der von 2017 bis 2020 in drei Staffeln erschienenen Netflix-Serie Dark trug sie die Titelmusik bei. Der Titelsong Goodbye wurde bereits zuvor in der 4. Staffel der US-amerikanischen Fernsehserie Breaking Bad verwendet.
2016 schrieb Plaschg die Filmmusik zu dem schweizerisch-italienisch-französischen Fantasyfilm Sicilian Ghost Story, der seine Premiere am 18. Mai 2017 im Rahmen der Critics’ Week der Filmfestspiele von Cannes feierte. Sie wurde mit dem Titelsong Italy für den größten italienischen Filmpreis David di Donatello in der Kategorie „best original song“ nominiert.
Ihr Song Me and the Devil von der EP Sugarbread, der auf „Me and the Devil Blues“ von Robert Johnson, basiert, fand Verwendung in der Polizeiruf-110-Folge Der Tag wird kommen (2020).

### Theater (Mitwirkende)
2008 interpretierte sie unter der Regie von Oliver Sturm in dem Theaterstück Nico – Sphinx aus Eis von Werner Fritsch zuerst in den Berliner Sophiensæle, dann in Brut im Wiener Künstlerhaus die deutsche Sängerin Nico. 2023 spielte Plaschg den Glauben beim Jedermann der Salzburger Festspiele.

### Theater (Musik)
Für das Thalia Theater Hamburg, das Schauspielhaus Zürich, das Hessische Staatstheater Wiesbaden sowie den Pfalzbau in Ludwigshafen komponierte sie in der Spielzeit 2014/15 die Musik zu die Tragödie von Romeo und Julia.
2015 komponierte sie am Wiener Burgtheater erneut unter der Regie von Jette Steckel die Musik zu Antigone.
Mit den Nummern Sugarbread und Marche Funèbre war Soap&Skin Teil des hybriden Konzerts zur Eröffnung der Wiener Festwochen 2021: Die Performance mit Florentina Holzinger (FESTZUG feat. Soap&Skin) wurde live im TV uraufgeführt, die daraus entstandene Videoarbeit war anschließend an ausgewählten Orten im Stadtraum von Wien zu sehen.

## Diskografie
Alben
- Lovetune for Vacuum (2009; Couch Records / PIAS Records)
- Narrow (2012; Solfo / PIAS Records)
- From Gas to Solid / you are my friend (2018; Solfo / PIAS Records)
- Des Teufels Bad - Original Motion Picture Soundtrack (2024, Solfo Music)
- Torso (2024; Solfo / PIAS Records)

EPs
- Untitled (4-Track-EP) (2008, PIAS Records)
- Marche funèbre (3-Track-EP) (2009, PIAS Records)
- Sugarbread (3-Track-EP) (2013, PIAS Records)

Singles
- Spiracle (2009; PIAS Records)
- Mawal Jamar (2015; SOLFO)

Sonstige Veröffentlichungen
- Mr. Gaunt PT 1000, in: STRIKE75 EP (Shitkatapult, 2006)
- Im Dorfe, in: Schubert is not dead (Pumpkin Records, 2007)
- Brother of Sleep, in: STRIKE100 (Shitkatapult, 2009)
- Sleep und Spiracle, in 4th Floor to Mildness (The Vinyl Factory, 2018)

Lieder
- Me and the Devil (2013, UK: Silber)[39]

## Filmografie
- 2012: Stillleben[40]
- 2016: Die Geträumten
- 2017: Axolotl Overkill
- 2024: Des Teufels Bad

## Filmmusik
- 2011: War Games – At The End Of The Day
- 2017: Sicilian Ghost Story
- 2024: Des Teufels Bad

## Auszeichnungen
- 2009: Amadeus Austrian Music Awards (Kategorie Alternative/Rock)[12]
- 2010: European Border Breakers Award[11]
- 2016: David di Donatello
  - Nominierung in der Kategorie Best Original Song[31]
- 2019: Amadeus Austrian Music Awards
  - Nominierung in der Kategorie Album des Jahres – Teilnahme zurückgezogen[22]
- 2024: Österreichischer Filmpreis
  - Auszeichnung in der Kategorie Beste weibliche Hauptrolle für Des Teufels Bad[41]
  - Auszeichnung in der Kategorie Beste Musik für Des Teufels Bad
- 2024: Outstanding Artist Award für Musik[42]
- 2024: Braunschweiger Filmpreis[43]